# Ciclismo nos Jogos Pan-Americanos de 2023 - Estrada contra o relógio feminino
A prova de estrada contra o relógio feminino do ciclismo nos Jogos Pan-Americanos de 2023 foi disputada em 22 de outubro de 2023 nas ruas da Isla de Maipo, localizada na região metropolitana de Santiago. Um total de 16 ciclistas de 10 Comitês Olímpicos Nacionais (CON) participaram do evento.

## Calendário
Horário local (UTC−3).
| Data          | Hora | Fase  |
| ------------- | ---- | ----- |
| 22 de outubro | 9:15 | Final |

## Medalhistas
| Ouro   | USA Kristen Faulkner |
| Prata  | CUB Arlenis Sierra   |
| Bronze | CHI Aranza Villalón  |

## Resultados
As competidores largam escalonadamente e as que completaram o percurso de 20 quilômetros nos menores tempos definiram as medalhistas.
| Pos.              | Ciclista             | CON                | Tempo    | Dif.     |
| ----------------- | -------------------- | ------------------ | -------- | -------- |
| Medalha de ouro   | Kristen Faulkner     | USA Estados Unidos | 25:45.38 |          |
| Medalha de prata  | Arlenis Sierra       | CUB Cuba           | 26:07.11 | +21.73   |
| Medalha de bronze | Aranza Villalón      | CHI Chile          | 26:07.28 | +21.90   |
| 4                 | Lauren Stephens      | USA Estados Unidos | 26:27.51 | +42.13   |
| 5                 | Agua Marina Espínola | PAR Paraguai       | 27:07.83 | +1:22.45 |
| 6                 | Ngaire Barraclough   | CAN Canadá         | 27:11.65 | +1:26.27 |
| 7                 | Lina Hernández       | COL Colômbia       | 27:27.72 | +1:42.34 |
| 8                 | Diana Peñuela        | COL Colômbia       | 27:44.92 | +1:59.54 |
| 9                 | Andrea Ramírez       | MEX México         | 28:06.95 | +2:21.57 |
| 10                | Ana Paula Polegatch  | BRA Brasil         | 28:08.19 | +2:22.81 |
| 11                | Lilibeth Chacón      | VEN Venezuela      | 28:10.90 | +2:25.52 |
| 12                | Ruby West            | CAN Canadá         | 28:12.65 | +2:27.27 |
| 13                | Catalina Soto        | CHI Chile          | 28:14.18 | +2:28.80 |
| 14                | Lina Rojas           | COL Colômbia       | 28:31.15 | +2:45.77 |
| 15                | Marcela Prieto       | MEX México         | 28:35.93 | +2:50.55 |
| 16                | Miryam Núñez         | ECU Equador        | 28:36.38 | +2:51.00 |